# حلج
قرية حلج (بالكردية: حەلەج) هي إحدى القرى التابعة لـمرغور في ريف قسم سيلوانه من مقاطعة أرومية، في محافظة أذربیجان الغربیة الإيرانية.

## السكان
حسب إحصاءات سنة 2006، بلغ إجمالي السكان في حلج 1088 نسمة وعدد المساكن 177 مسكن. لغة سكان حلج هي اللغة الكردية و هم من أهل السنة والجماعة والمذهب الشافعي.